# Реалан број
Реални бројеви су сви рационални и ирационални бројеви. Скуп реалних бројева се означава са R или са {\displaystyle \mathbb {R} .} Скуп реалних бројева је бесконачан и непребројив, а број елемената, тзв. кардинални број скупа реалних бројева називамо континуум. Реални бројеви образују поље. Термин реалан стоји насупрот чистим имагинарним (комплексним имагинарним) бројевима. Придев реални у овом контексту увео је Рене Декарт у 17. веку, који је правио разлику између реалних и имагинарних корена полинома. Реални бројеви укључују све рационалне бројеве, као што су цели број -5 и разломак 4/3, и све ирационалне бројеве, као што су √2 (1,41421356 ..., квадратни корен од 2, ирационални алгебарски број). У оквиру ирационалних су укључени трансцендентни бројеви, попут π (3,14159265 ...). Поред мерења удаљености, реални бројеви се могу користити за мерење количина као што су време, маса, енергија, брзина и још много тога.
Реални бројеви се могу сматрати тачкама на бесконачно дугој линији која се назива бројевна линија или реална линија, где су тачке које одговарају целим бројевима равномерно распоређене. Било који реални број може се одредити евентуално бесконачним децималним приказом, попут 8,632, при чему свака узастопна цифра изражава јединице десетине величине претходне. Реална линија се може замислити као део комплексне равни, а комплексни бројеви обухватају реалне бројеве.

## Децимални бројеви
Децимални бројеви су настајали стотинама година, напорима генерација математичара, чији је врхунац остварио Стевин у 16. веку, употребом децималних разломака, тј. разломака чији је именилац степен броја десет: 1, 10, 100, итд. Дељењем неке јединице: 
на десет једнаких делова добијемо десети део, тј. {\displaystyle {\frac {1}{10}};}
на сто једнаких делова добијемо стоти део, тј. {\displaystyle {\frac {1}{100}};}
на хиљаду једнаких делова добијамо хиљадити део, тј. {\displaystyle {\frac {1}{1000}}.}
Даље добијамо десетохиљадити, стохиљадити, милионити, итд. део. Да бисмо сабрали (или одузели) децималне бројеве потребно је да их поставимо тако да се њихове запете подударе. Почињемо од најмањих делова, крајња десна колона. Ако је збир у датој колони већи од десет (4+8=12), остављамо вишак (2), и додајемо 1 колони лево. 
| Сабирање |  | Одузимање |  |
| -------- |  | --------- |  |
| 2,34     |  | 2,34      |  |
| 1,28 / + |  | 1,28 / -  |  |
| 3,62     |  | 1,06      |  |

У случају одузимања, када је доњи број (онај који одузимамо) већи од горњег у тој колони, онда позајмљујемо јединицу из прве леве колоне и додајемо десет броју (горњем) од којег одузимамо.
На слици десно, видимо специјалну посуду у коју можемо сипати течност несметано, све док ниво течности не пређе подељак девет. Након тога посуда ће се сама испразнити до нуле. Аналогно сабирању децималних бројева потписаних по колонама.
Да бисмо помножили децимални број целим бројем један за којим следи неколико нула, треба да померимо запету удесно за по једно место за сваку нулу. Ако више нема децималних места, на десној страни треба дописати потребан број нула. На пример: 23,45х1000 = 23450.
Када множимо два децимална броја, множимо их као да су цели, а затим у добијеном резултату стављамо онолико децималних цифара колико их имају оба фактора заједно. На пример, множимо 2,3 са 4,5. Прво 23х45=1035; затим, имамо укупно два децимална места; резултат 2,3х4,5 = 10,35.
Да бисмо поделили децимални број целим бројем један за којим следи неколико нула, треба померити запету улево, за по једно место за сваку нулу. Ако више нема цифара тог броја, на левој страни ћемо дописати преостале нуле. На пример 23,45:1000 = 0,02345.

## Апроксимација реалних бројева
За прецизније дефинисање апроксимације реалних бројева децималним бројевима и децималног записа реалног броја треба нам:
1. Принцип најмањег целог броја: Сваки скуп целих бројева који је ограничен одоздо има најмањи број;
2. Архимедова аксиома: За свака два цела броја a, b'' од којих је први позитиван, постоји природан број n, такав да је {\displaystyle n\cdot a>b.}

Принцип најмањег целог броја важи и када доња граница није цео број; она може бити било који реалан број. Архимедов принцип важи и у случају када су a и b реални бројеви (a>0).
Теорема 1Ако је a позитиван реалан број, тада постоји јединствен број {\displaystyle n_{0}\in \{0,1,2,...\},} такав да је {\displaystyle n_{0}\leq x<n_{0}+1.}
ДоказПрема Архимедовој аксиоми, за b=x и a=1, постоји природан број  такав да је x&lt;n&middot;1=n. Међу свим таквим бројевима n, према аксиоми 2, постоји најмањи. Означимо га са n'. Дакле важи 0<x<n' (*). Због тога је n'-1&le;x&lt;n'. Наиме, ако би било n'-1&gt;x, онда n' не би био најмањи број који испуњава претходни услов (*). Означимо ли , добијамо тврђење теорема.

## Децимални запис реалног броја
Дефиниција 1Број који се може записати у облику
{\displaystyle n_{0}+{\frac {d_{1}}{10}}+{\frac {d_{2}}{10^{2}}}+...+{\frac {d_{n}}{10^{n}}}\quad (n_{0}\in \{0,1,...,9\},n\in \mathbb {N} ,}
или њему супротан број (негативан), зове се децимални број.
Дефиниција 2Бесконачан низ целих бројева {\displaystyle n_{0},d_{1},d_{2},...} који одређује број {\displaystyle x} записује се у облику {\displaystyle x=n_{0},d_{1}d_{2}...,} и зове се децимални запис броја {\displaystyle x.}
Био је то поступак којим се сваки периодични децимални број може превести у разломак са целобројним бројником и називником. Међутим, знамо да је скуп свих разломака бесконачан, пребројив, алеф нула. Знамо да је скуп реалних бројева бесконачан, непребројив, континуум. Према томе је скуп свих непериодичних децималних бројева континуум.

## Мерење дужи, бројевна права
Дефиниција 3Нека је свакој дужи AB придружен позитиван реалан број d(A,B), при чему су испуњени следећи услови:
- За неку дуж OE важи d(O,E)=1.
- Ако је AB=CD, тада је d(A,B)=d(C,D).
- Ако је тачка C између тачака A и B, онда је d(A,B)=d(A,C)+d(C,B).

Тада се број d(A,B) зове дужина дужи AB.
Ако се у дефиницији дода услов да је d(A,A)=0, за сваку тачку А, онда се број d(A,B) зове растојање између тачака A и B.

## Уређено поље реалних бројева
Дефиниција 4За скуп {\displaystyle S\subset \mathbb {R} ,} кажемо да је ограничен одозго ако постоји бар један реалан број {\displaystyle M,} такав да је, за сваки {\displaystyle x\in S,\;x\leq M.} Број М се у том случају зове мајоранта скупа S, или горња међа скупа S.
На пример скуп {\displaystyle S=\left\{{\frac {1}{2}},{\frac {2}{3}},{\frac {3}{4}},...,{\frac {n}{n+1}},...\right\}} има мајоранту број 1, али је и сваки други реалан број који је већи од 1 такође мајоранта овог скупа. Скуп {\displaystyle S=\{2,4,6,...,2n,...\}} нема мајоранту, јер према Архимедовој аксиоми за било који {\displaystyle r\in \mathbb {R} } постоји природан број n такав да је {\displaystyle 2\cdot n>r.}. Скуп непозитивних реалних бројева има најмању мајоранту нулу.
Дефиниција 5Ако постоји реалан број s, такав да је он најмања мајоранта скупа S, тј. ако из {\displaystyle r\in \mathbb {R} ,\;r<s,} следи да постоји бар један елеменат {\displaystyle x\in S} такав да је {\displaystyle r<x}, онда се s назива супремумом скупа S, или тачном доњом међом скупа S. Супремум скупа S означавамо sup S.
Један скуп не може имати два супремума, нпр. {\displaystyle s_{1},s_{2},} јер би тада по дефиницији (5) било {\displaystyle s_{1}\leq s_{2}\wedge s_{2}\leq s_{1},} што због антисиметричности релације мање-једнако повлачи {\displaystyle s_{1}=s_{2}.}
Дефиниција 6Нека су у скупу {\displaystyle \mathbb {R} =\{x,y,z,...\}} дефинисани сабирање + и множење ·, бинарна релација ≤ и нека за све x,y,z,... из R важе услови:
(R1) {\displaystyle (x+y)+z=z+(y+z),\,}
(R2) {\displaystyle (\exists 0\in \mathbb {R} )(\forall x\in \mathbb {R} )\,x+0=x,}
(R3) {\displaystyle (\forall x\in \mathbb {R} )(\exists (-x)\in \mathbb {R} )\,x+(-x)=0,}
(R4) {\displaystyle x+y=y+x,\,}
(R5) {\displaystyle x(yz)=(xy)z,\,}
(R6) {\displaystyle x(y+z)=xy+xz,\,}
(R7) {\displaystyle (\exists 1\in \mathbb {R} \setminus \{0\})(\forall x\in \mathbb {R} )\;x\cdot 1=x,}
(R8) {\displaystyle (\forall x\in \mathbb {R} \setminus \{0\})(\exists x^{-1}\in \mathbb {R} )\;x\cdot x^{-1}=1,}
(R9) {\displaystyle xy=yx,\,}
(R10) {\displaystyle (x\leq y)\vee (y\leq x),\,}
(R11) {\displaystyle (x\leq y\wedge y\leq x)\Rightarrow x=y,}
(R12) {\displaystyle (x\leq y\wedge y\leq z)\Rightarrow (x\leq z),}
(R13) {\displaystyle (x\leq y)\Rightarrow (x+z\leq y+z),}
(R14) {\displaystyle (x\leq y\wedge z>0)\Rightarrow (xz\leq yz),}
и најзад, најважније
(CR) сваки одозго ограничен непразан скуп у {\displaystyle \mathbb {R} } има супремум у {\displaystyle \mathbb {R} .}
CR заправо ствара реалне бројеве, јер сви остали аксиоми могли би се узети и за опис рационалних бројева, док онај задњи не би.
Тада уређену четворку (R, +, ·, ≤) зовемо уређено комплетно поље или поље реалних бројева. Често га означавамо само са R. Услови (R1)-(R15) зову се аксиоми реалних бројева. Из теорије група и из претходне дефиниције, види се да у пољу R постоје јединствена нула (R2) и јединствена јединица (R7), да сваки елеменат х скупа R, осим нуле, има (R3) јединствен супротни елеменат -х, и да сваки има (R8) јединствен инверзни елеменат {\displaystyle x^{-1}\equiv {\frac {1}{x}}.}
Операције сабирања и множења индукују алгебарску структуру у скупу R реалних бројева, а релација уређења индукује у R структуру талног уређења.
Аксиоме 1-9 односе се на алгебарску структуру скупа реалних бројева, а аксиоме 10-12 на његову структуру поретка. Аксиоме 13-14 повезују те две структуре на скупу реалних бројева, тј. показују да је релација поретка "≤ " у сагласности са сабирањем и множењем у R. Зову се редом монотонија сабирања и множења.
Аксиома R15 изражава важну особину скупа реалних бројева коју зовемо комплетност скупа R. Постоји више еквивалентних облика тог аксиома.

## Подскупови
Неколико важних подскупова реалних бројева имају своја посебна имена, то су:
- Рационални бројеви (у које спадају природни и цели бројеви)
- Ирационалан број